# Lo Bruelh
Lo Bruelh (en francès Le Breuil) és un municipi francès, situat al departament de l'Alier i a la regió d'Alvèrnia-Roine-Alps. L'any 2007 tenia 552 habitants.

## Demografia

### Població
El 2007 la població de fet de Le Breuil era de 552 persones. Hi havia 236 famílies de les quals 72 eren unipersonals (40 homes vivint sols i 32 dones vivint soles), 88 parelles sense fills, 64 parelles amb fills i 12 famílies monoparentals amb fills.
La població ha evolucionat segons el següent gràfic:
Habitants censats

### Habitatges
El 2007 hi havia 327 habitatges, 242 eren l'habitatge principal de la família, 56 eren segones residències i 29 estaven desocupats. 322 eren cases i 4 eren apartaments. Dels 242 habitatges principals, 191 estaven ocupats pels seus propietaris, 41 estaven llogats i ocupats pels llogaters i 10 estaven cedits a títol gratuït; 1 tenia una cambra, 27 en tenien dues, 52 en tenien tres, 68 en tenien quatre i 93 en tenien cinc o més. 162 habitatges disposaven pel capbaix d'una plaça de pàrquing. A 136 habitatges hi havia un automòbil i a 80 n'hi havia dos o més.

### Piràmide de població
La piràmide de població per edats i sexe el 2009 era:
| Homes | Edats   | Dones |
| ----- | ------- | ----- |
| 0     | 95 o +  | 0     |
| 0     | 90 a 94 | 4     |
| 0     | 85 a 89 | 16    |
| 12    | 80 a 84 | 4     |
| 16    | 75 a 79 | 28    |
| 8     | 70 a 74 | 32    |
| 28    | 65 a 69 | 8     |
| 24    | 60 a 64 | 20    |
| 20    | 55 a 59 | 0     |
| 20    | 50 a 54 | 24    |
| 12    | 45 a 49 | 12    |
| 16    | 40 a 44 | 20    |
| 32    | 35 a 39 | 16    |
| 16    | 30 a 34 | 24    |
| 8     | 25 a 29 | 4     |
| 4     | 20 a 24 | 4     |
| 8     | 15 a 19 | 8     |
| 16    | 10 a 14 | 16    |
| 12    | 5 a 9   | 16    |
| 0     | 0 a 4   | 32    |

## Economia
El 2007 la població en edat de treballar era de 319 persones, 220 eren actives i 99 eren inactives. De les 220 persones actives 191 estaven ocupades (110 homes i 81 dones) i 29 estaven aturades (12 homes i 17 dones). De les 99 persones inactives 39 estaven jubilades, 25 estaven estudiant i 35 estaven classificades com a «altres inactius».

### Ingressos
El 2009 a Le Breuil hi havia 245 unitats fiscals que integraven 553,5 persones, la mediana anual d'ingressos fiscals per persona era de 12.914 €.

### Activitats econòmiques
Dels 24 establiments que hi havia el 2007, 1 era d'una empresa extractiva, 1 d'una empresa alimentària, 1 d'una empresa de fabricació de material elèctric, 1 d'una empresa de fabricació d'altres productes industrials, 4 d'empreses de construcció, 8 d'empreses de comerç i reparació d'automòbils, 2 d'empreses de transport, 1 d'una empresa d'hostatgeria i restauració, 3 d'empreses de serveis, 1 d'una entitat de l'administració pública i 1 d'una empresa classificada com a «altres activitats de serveis».
Dels 5 establiments de servei als particulars que hi havia el 2009, 1 era un taller de reparació d'automòbils i de material agrícola, 2 fusteries i 2 lampisteries.
L'únic establiment comercial que hi havia el 2009 era una fleca.
L'any 2000 a Le Breuil hi havia 29 explotacions agrícoles que ocupaven un total de 1.320 hectàrees.

## Equipaments sanitaris i escolars
El 2009 hi havia una escola elemental.

## Poblacions més properes
El següent diagrama mostra les poblacions més properes.